# Forsthaus Entenfang

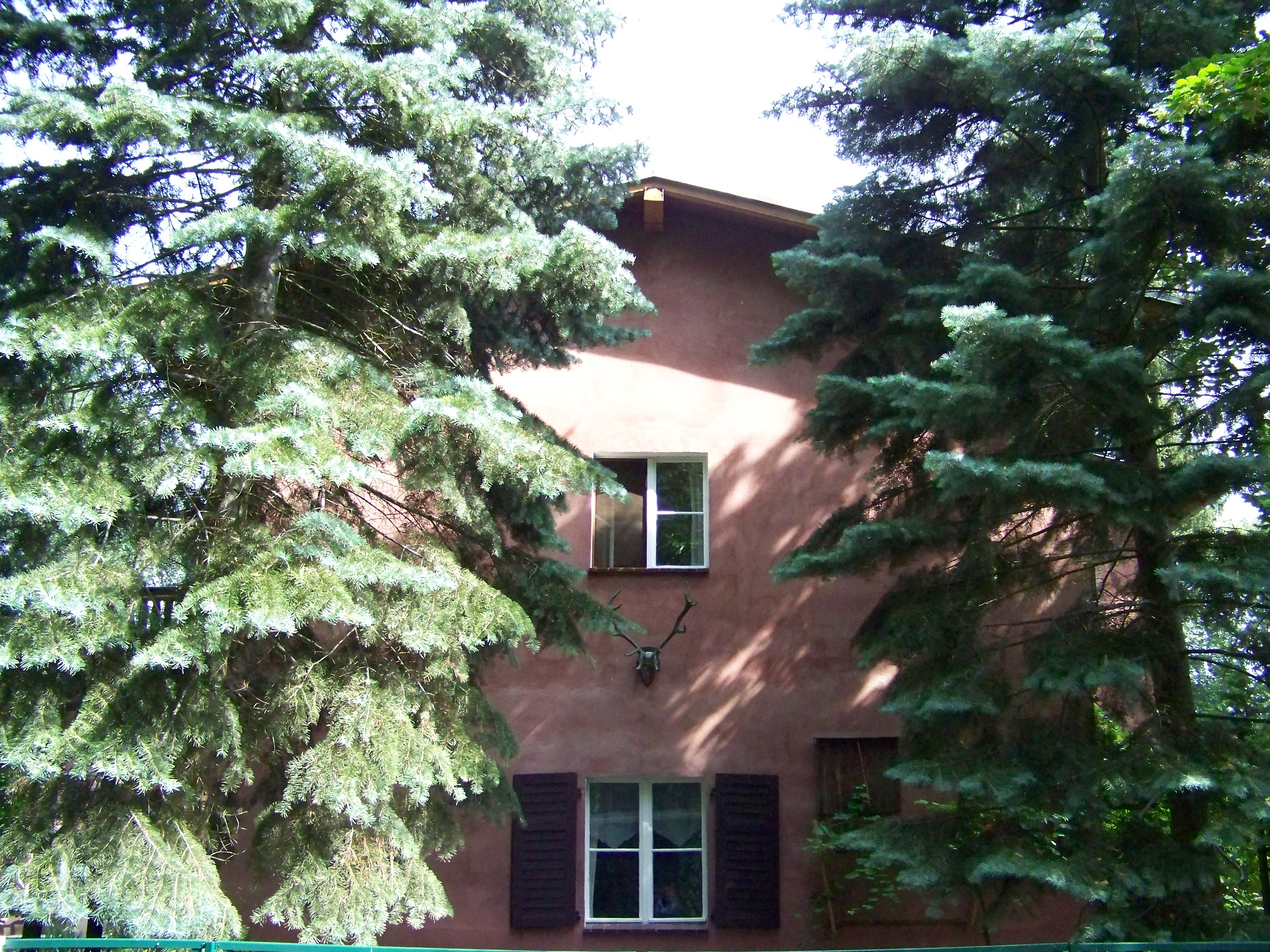
Ehemaliges Forsthaus Entenfang

Das Forsthaus Entenfang, um 1840 auch Entenfänger oder Entenfängerei war ein Wohnplatz im Ortsteil Golm der Landeshauptstadt Potsdam (Land Brandenburg). Er wurde 1694 als Etablissement zum Entenfang auf dem Gebiet des Amtes Potsdam angelegt. Um 1800 wurde das Etablissement Försterei und Fasanerie. Das Gehöft brannte 1839 ab, wurde 1841 wieder aufgebaut und ist stark überformt noch erhalten. Der Name für den Wohnplatz ist verschwunden. Heute erinnern noch der Große Entenfängerberg und der Große Entenfänger See an den einstigen Wohnplatz. Der einstige Kleine Entenfangsee ist verlandet, aber im Gelände noch erkennbar und steht unter Denkmalschutz.

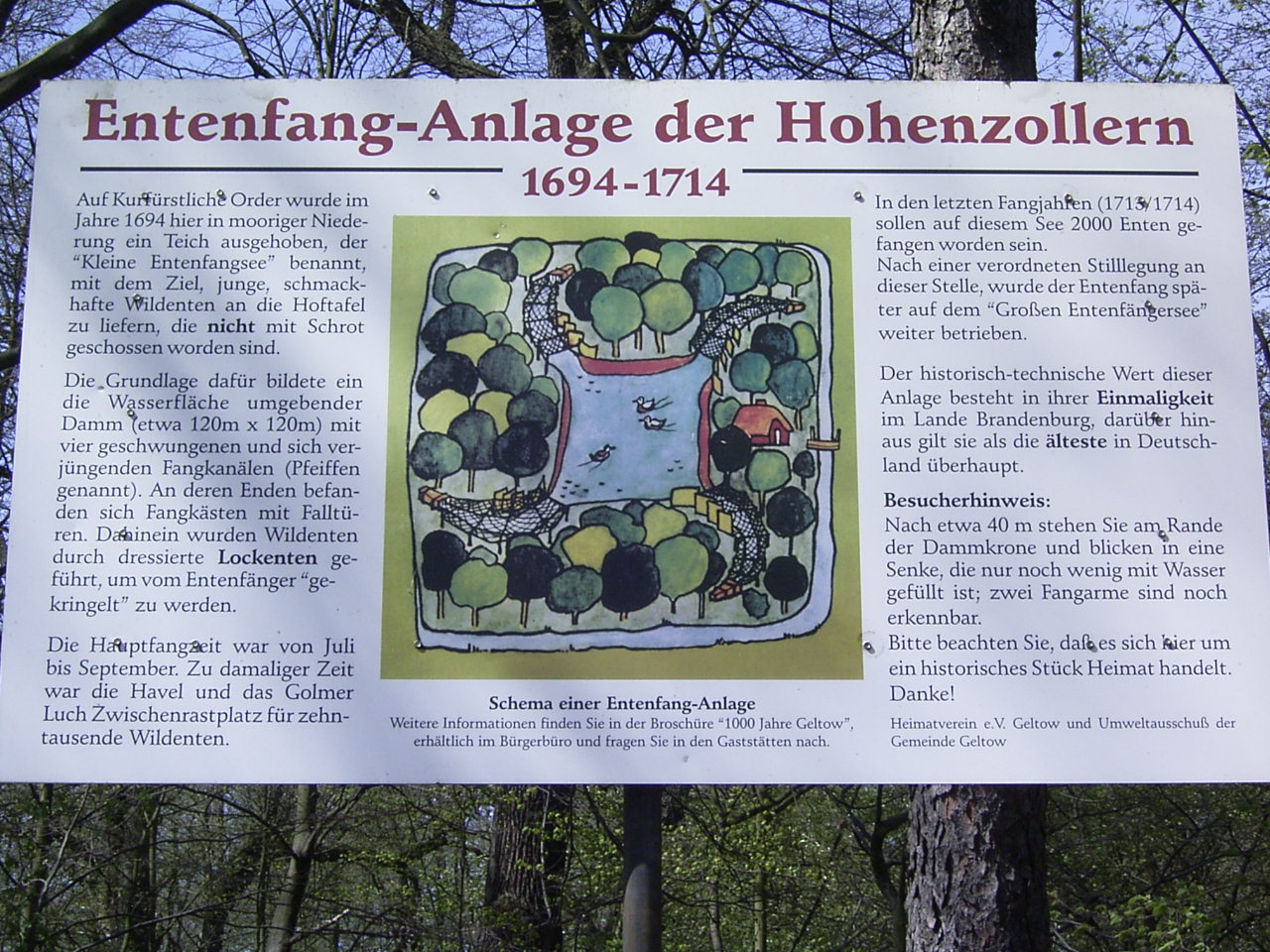
Erklärungstafel am Kleinen Entenfangsee

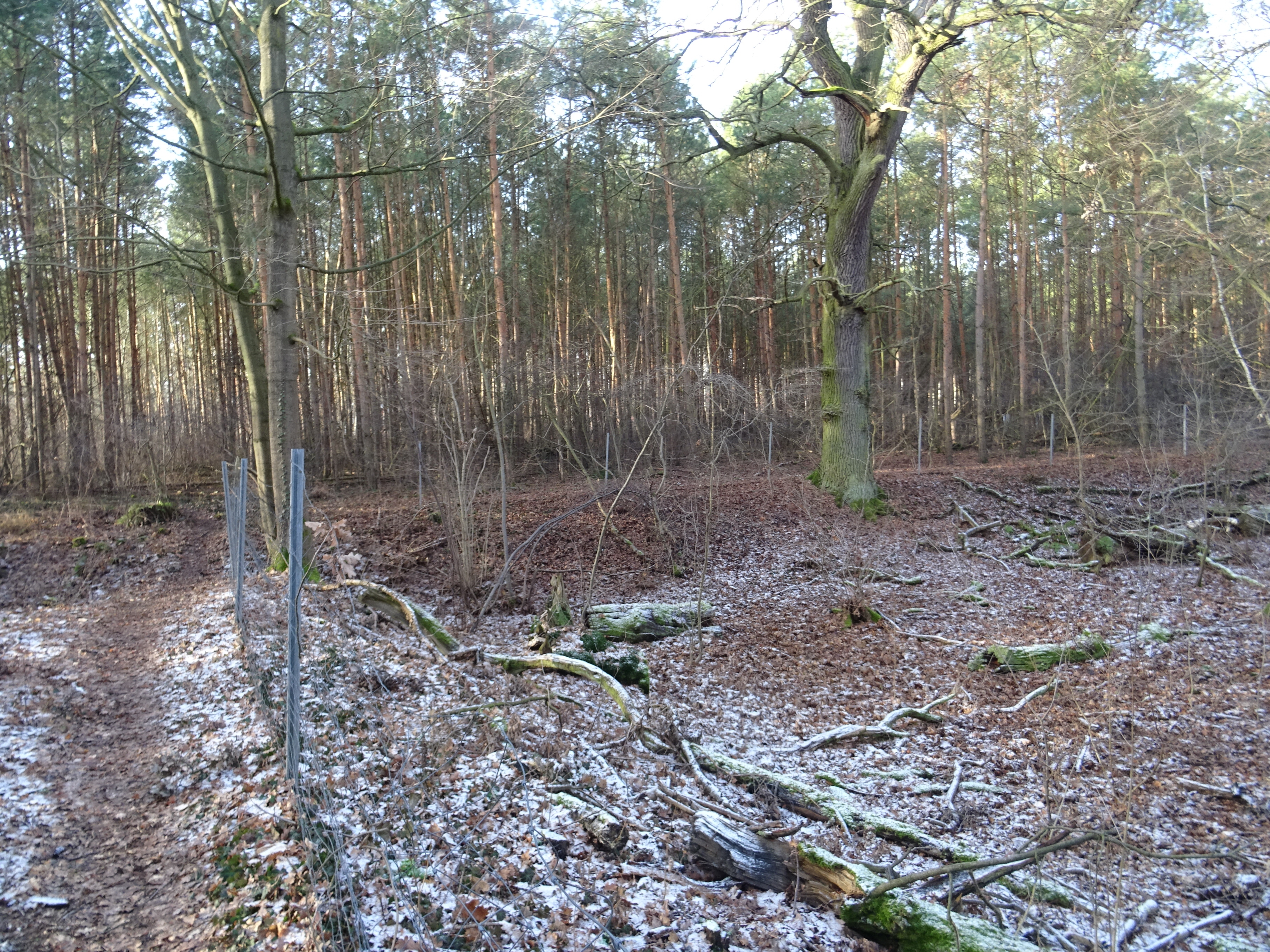
Südwestecke des Kleinen Entenfangsees mit noch deutlich sichtbaren Dämmen

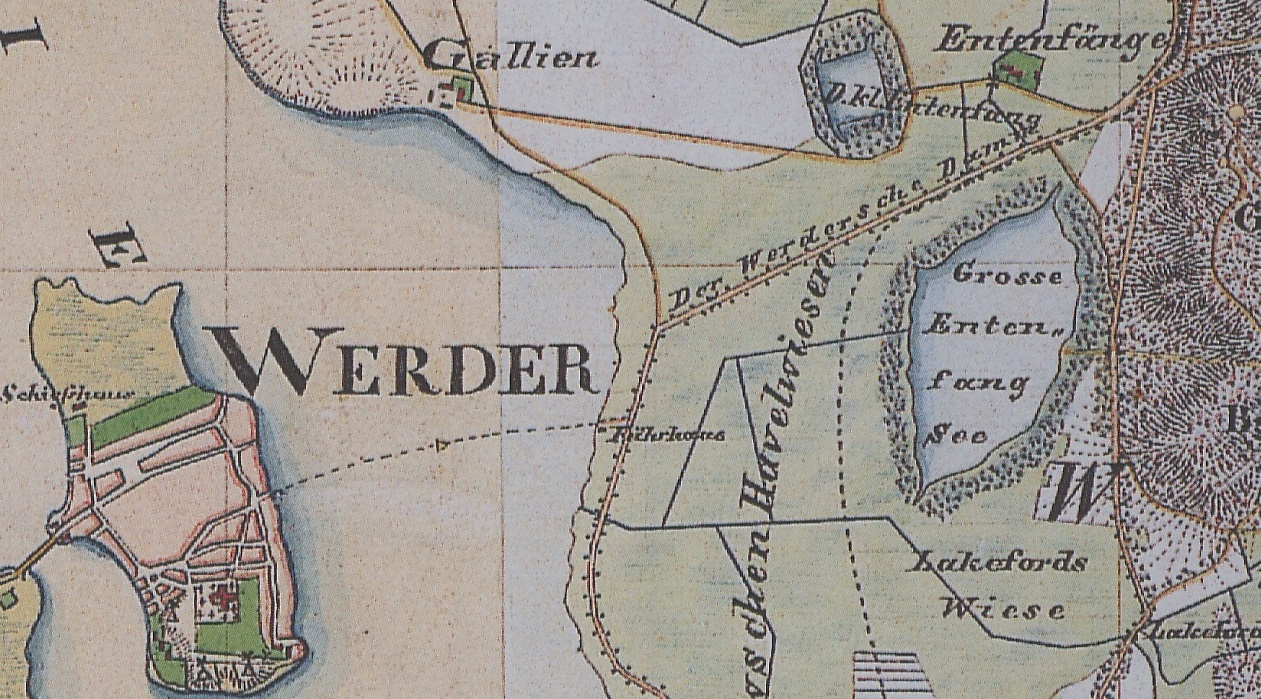
Werder, Gallin und Entenfang auf dem Urmesstischblatt 3643 Werder (Havel) von 1839

## Lage
Das Etablissement bzw. das spätere Forsthaus Entenfang liegt ca. 2,3 km südsüdöstlich vom Ortskern von Golm und ca. 1,8 km nordöstlich von Werder (Havel) im Fuchsweg 42, 14476 Potsdam. Etwa 300 Meter westlich des Forsthauses lag der künstlich angelegte, viereckige Kleine Entenfangsee oder Kleiner Entenfänger, der heute verlandet ist. Die Fasanerien lagen ca. 300 Meter nordöstlich und ca. 200 Meter südöstlich des Forsthauses. Das Gehöft steht stark verändert auf dem Gelände des Einsatzführungskommandos der Bundeswehr. Die Anlage des Kleinen Entenfangsees mit seinen Dämmen ist im Gelände noch gut sichtbar, wenn auch verlandet und mit Bäumen bewachsen. Die Anlage steht unter Denkmalschutz.

## Geschichte
1694 wurde auf dem Gebiet des Amtes Potsdam ein Etablissement zum Entenfang angelegt. Dazu wurde ein künstlicher, kleiner, nahezu rechteckiger See von etwa 120 × 120 m Seitenlänge angelegt, der Kleine Entenfangsee, der heute wieder verlandet ist. Er hatte die Form einer Vogelkoje, wie aus der Darstellung im Urmesstischblatt Blatt 3643 Werder (Havel) zu ersehen ist. An den Ecken waren vier sogenannte Pfeifen angelegt, die mit Reusen versehen wurden. Wildenten wurden mit Hilfe von zahmen Hausenten angelockt und dann, oft auch mit Hilfe von Hunden, in die Reusen in den Pfeifen getrieben und gefangen. Wie lange diese Fangvorrichtung aktiv betrieben wurde, ist nicht bekannt. Der Entenfang soll nach der Erklärungstafel am Kleinen Entenfangsee nur bis 1713/14 betrieben worden sein. Unter Friedrich dem Großen wurde die Entenjagd wieder aufgenommen. 1744 pachtete der Ober-Hofjägermeister Graf von Schlieben den Entenfang und das Vorwerk Gallin für 223 Taler 19 Groschen und zwei Pfennige, davon 30 Taler für den Entenfang. 1746 stellte er einen Entenfänger namens Coswig an. Der Entenfang soll später auch auf dem Großen Entenfänger See weiter betrieben worden sein.
1773 war der Entenfang ein königliches Vorwerk. Um 1800 war der Entenfang Försterei und Fasanerie. Friedrich Wilhelm August Bratring beschreibt die Siedlung etwas ungenau als Forsthaus, bei Bornim an dem Forst belegen mit einer Feuerstelle und sechs Einwohnern. Die Siedlung gehörte zum Amt Potsdam. Die Bewohner waren nach Geltow eingepfarrt. 1817 wohnten im Forsthaus vier Personen. Nach der Darstellung der Entenfanganlage im Urmesstischblatt Blatt 3643 Werder (Havel) war sie damals noch sehr gut erhalten. Ob sie noch genutzt wurde, ist nicht bekannt. Zumindest für 1829 ist noch ein Entenfänger namens Johann Gottfried Coswig genannt. Ob er den Entenfang auf dem Kleinen Entenfangsee oder auf dem Großen Entenfänger See betrieb, ist allerdings nicht überliefert. Das Forsthaus Entenfang brannte 1839 ab und wurde 1841 nach einem Entwurf von Ludwig Persius wieder aufgebaut.
1839 wohnten sechs Menschen im Forsthaus. Die Ortschafts-Statistik des Regierungs-Bezirks Potsdam mit der Stadt Berlin von Richard Boeckh (Daten von 1858) beschreibt die Lokalität wie folgt: Wildpark bei Potsdam, Kgl. Jagd-Etablissement Entenfang. Das Gehöft bestand aus einem öffentlichen Gebäude und drei Wirtschaftsgebäuden. Es hatte damals drei Einwohner. Dazu gehörte auch ein wenig Land, ein Morgen Gehöft, 11 Morgen Acker und 16 Morgen Wiesen. Der Förster hielt ein Pferd und ein Stück Rindvieh. Die Polizeiverwaltung auf dem Areal hatte das Königliche Hofjagdamt. Die Bewohner waren nun nach Bornim eingekircht.
1871 hatte das Forsthaus Entenfang im Gutsbezirk Wildpark fünf Bewohner. Mit der Bildung der Amtsbezirke kam der Gutsbezirk Wildpark und Gaisberg der Potsdamer Forst zum Amtsbezirk 23 Bornstedt des Kreises Osthavelland. Amtsvorsteher wurde Regierungs-Secretariats-Assistent Bollmann, ein Stellvertreter wurde nicht ernannt. 1894 wohnte ein Königlicher Fasanenjäger im Forsthaus Entenfang, das nun zum Gutsbezirk Potsdam-Forst Gaisberg gehörte. Im Messtischblatt 1:25.000 Blatt 3643 Werder (Havel) von 1901 sind nun zwei Fasanerien beim Forsthaus Entenfang eingezeichnet. 1928 wurde der Gutsbezirk Wildpark-Gaisberg Forst aufgelöst. Das Trennstück Entenfang, Größe 14,0970 ha des Gutsbezirks wurde der Gemeinde Golm zugewiesen. 1925 hatte das Forsthaus vier Einwohner.
1935 bis 1939 wurden östlich und südlich des Forsthauses die Kasernen der „Luftkriegsschule 3“ der Wehrmacht erbaut. Von 1945 bis 1956 nutzte die Sowjetarmee die Kaserne als Schule. Ab 1956 zog die Nationale Volksarmee (NVA) in die nun „Kaserne Wildpark“ genannte Einrichtung. 1992 wurde sie in Henning von Tresckow-Kaserne umbenannt. Seit 2002 hat das  „Einsatzführungskommando der Bundeswehr“ seinen Sitz in der Kaserne.